# Дніпропетровське театральне училище
Дніпропетровське театральне училище — колишній навчальний заклад у місті Дніпропетровську (нині Дніпро), що існував протягом 1939—1997 років.

## Історія
У 1930 році при Дніпропетровському музично-драматичному технікумі був створений театральний факультет, який з 1939 року почав існувати як самостійний навчальний заклад — Дніпропетровське державне театральне училище. Його засновником став Іван Сірик. Училище готувало акторів драматичного театру, а з 1950 року — керівників колективів театральної та хореографічної самодіяльності. Починаючи з 1970–х років заклад повернувся до підготовки акторів драми та у 1972 році відкрив спеціальність «Актор лялькового театру». З 1992 року хореографічне відділення стало випускати спеціалістів за напрямом «Артист балету. Педагог».
29 травня 1997 року постановою Кабінету Міністрів України на його базі, та базі Дніпропетровського художнього училища створено Дніпропетровський театрально-художній коледж.

## Викладачі
У різний час в училищі викладали Ілля Кобринський, Григорій Кононенко, Віра Маккогонова, Володимир Васильєв, Неллі Пінська, Тетяна Омельченко.
Засновниками відділення акторів театру ляльок були Анатолій Москаленко, Семен Духовенко, Валерій Бугайов, Віктор Нікітін, Олена Заборзька та Світлана Крилова.
Навчальний заклад очолювали
- 1930—1939 — Гутчин Захар Борисович — завідувач театрального факультету;
- 1939 — Могилевська А. Г.;
- 1939—1941 — Болотіна Е. П.;
- 1944—1952 — Крамник Софія Григорівна;
- 1952—1962 — Покуль Валентин Гаврилович;
- 1962—1967 — Бондаренко Данило Тихонович;
- 1967—1969 — Снітков Іван Іванович;
- 1969—1983 — Маркова Каміла Костянтинівна;
- 1984—1997 — Карпенко Микола Михайлович.

## Випускники
У різний час училище закінчили:
- Авраменко Ігор Михайлович;
- Акимов Олександр Романович;
- Андреєва Людмила Леонідівна;
- Андрушко Олена Миколаївна;
- Анищенко Олена Олександрівна;
- Аполеніс Любов Миколаївна;
- Архипов Герман Борисович;
- Архипчук Сергій Володимирович;
- Балкашинов Володимир Святославович;
- Банюк Володимир Євгенович;
- Барабаш Франческа Володимирівна;
- Барил Клавдія Федорівна;
- Березанська Галина Олександрівна;
- Берелет Володимир Ілліч;
- Биков Іван Єгорович;
- Биш Олексій Володимирович;
- Білоножко Світлана Григорівна;
- Більченко Валерій Миколайович;
- Бобер Анатолій Миколайович;
- Божко Володимир Олександрович;
- Божко-Ластівка Марія Олександрівна;
- Бойцов Олександр Федорович;
- Борсук Олександр Федорович;
- Будник Ліна Василівна;
- Букатевич-Демчук Олена Вікторівна;
- Бурмагіна Лідія Іванівна;
- Вертій Анатолій Іванович;
- Вернигор Лідія Володимирівна;
- Вершиніна Людмила Іванівна;
- Веселова Любов Михайлівна;
- Галицька Олександра Яківна;
- Гаманова Надія Василівна;
- Гапон Олександр Іванович;
- Гармаш Сергій Леонідович;
- Гейко Микола Миколайович;
- Головченко Валентин Петрович;
- Голубченко Дмитро Григорович;
- Горшков Геннадій Васильович;
- Горянський Володимир Вікторович;
- Данилюк Костянтин Олексійович;
- Двінський Олександр Володимирович;
- Денисенко Віталій Іванович;
- Дерік Андрій Олегович;
- Детюк Сергій Володимирович;
- Дехта-Лісова Меланія Пилипівна;
- Дзекун Олександр Іванович;
- Довженко В'ячеслав Валерійович;
- Дронова Валентина Іванівна;
- Дудка Анатолій Свиридович;
- Дудка Сергій Максимович;
- Дяченко-Заєнчковська Людмила Юхимівна;
- Єгоров Віталій Михайлович;
- Жила Андрій Ігорович;
- Завальнюк Володимир Степанович;
- Загной Михайло Вікторович;
- Заготова Світлана Миколаївна;
- Зарубін Леонід Семенович;
- Іванків Тарас Степанович;
- Іванова Людмила Дмитрівна;
- Іванус Віктор Дмитрович;
- Кавац Зоя Євгенівна;
- Калиниченко Іван Григорович;
- Катков Олег Олексійович;
- Кіно Віталій Анатолійович
- Клоков Георгій Павлович;
- Клунний Володимир Миронович;
- Коваль Наталія Едуардівна;
- Колосович Людмила Леонідівна;
- Коляденко Дмитро Валерійович;
- Кононенко Григорій Йосипович;
- Корінний Сергій Володимирович;
- Корсунь Єликонида Михайлівна;
- Косяченко Анатолій Олексійович;
- Кравченко Микола Антонович
- Крачковський Василь Йосипович;
- Крижанівська Тетяна Миколаївна;
- Кришталь Михайло Володимирович;
- Круліковська Тетяна Юріївна;
- Кудря Наталія Іванівна;
- Кузьменков Георгій Олександрович;
- Куковєров Олександр Олександрович;
- Куниця Віктор Костянтинович;
- Лагошняк Сталіна Василівна;
- Леоненко Олександр Іванович;
- Лисенко Петро Іванович;
- Литвиненко Анатолій Андрійович;
- Літко Людмила Андріївна;
- Любимов Ілля Еммануїлович;
- Макар Валентин Володимирович;
- Макарчук Антоніна Геннадіївна;
- Максимов Юрій Сергійович;
- Мала Діана Леонідівна;
- Маликов Юрій Анатолійович;
- Марусєв Олег Федорович;
- Матвієнко Ірина Григорівна;
- Матвіїшина Любов Вікторівна;
- Мацялко-Бондар Валентина Сергіївна;
- Медяник Ірина Михайлівна;
- Мельников Жан Олександрович;
- Микитенко Людмила Григорівна;
- Миронович Євгенія Іванівна;
- Мосійчук Олег Петрович;
- Мосійчук Ярослава Володимирівна;
- Моцна Надія Григорівна;
- Наточа Нінель Валентинівна;
- Невєдров Валерій Миколайович;
- Неволов Василь Васильович;
- Ніколаєнко Любов Михайлівна;
- Новостройна Наталія Миколаївна;
- Павловський Валентин Павлович;
- Петровська Оксана Іванівна;
- Романій Андрій Станіславович;
- Романюк Мар'ян Антонович;
- Рудницька Ольга Федорівна;
- Саранчук Володимир Михайлович;
- Соколенко Алла Василівна;
- Станкевич Станіслав Іванович;
- Тихомиров Анатолій Юрійович;
- Толок Анатолій Степанович;
- Фролова Клавдія Павлівна;
- Хом'як Катерина Петрівна
- Шутько Микола Олексійович.